# Пам'ятник святому Антонію (Підзамочок)
Пам'ятник святому Антонію — щойновиявлена пам'ятка історії в селі Підзамочку Бучацької громади Чортківського району Тернопільської области України.

## Відомості
Встановлений 1829 р.. Фундатори — місцеві жителі Франц Родаковський та Валєнтей Жолєцкій
У 2017 р. з ініціативи сільської громади фіґуру передано на реставрацію до Інституту архітектури Національного університету «Львівська політехніка». Відновлювальні роботи здійснила студентка вишу Катерина Плахотнюк.
Виготовлений з каменю; висота — 1,15 м, постамент — 0,77х0,84х0,9, цоколь — 0,42х1,4х1,43, площа — 0,00735 га.